# Toni Kuivasto
Toni Kuivasto (Tampere, 31 de dezembro de 1975) é um futebolista finlandês que já atuou no FC Ilves, MyPa, HJK Helsinki, Viking FK, Djurgårdens IF, Seleção Finlandesa de Futebol sub-21, e Seleção Finlandesa de Futebol sub-21.